# 신성가스공업
신성가스공업 (新盛가스工業; Shinsung Gas)은 대한민국의 중견 기업이다.

## 계열사
- 문산 CNG 충전소
- 맥금동 CNG 충전소
- 교하동 CNG 충전소
- 신우에너지 주식회사